# Naboso

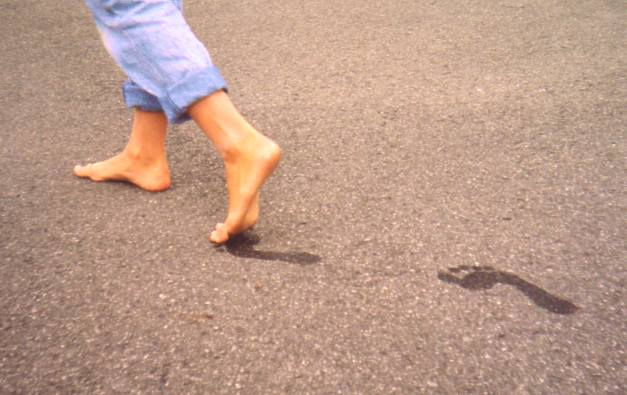
Otisky zdravých chodidel

Chůze naboso, bosky, bosá chůze nebo též bosování znamená chodit či být bez bot. 
Název bosování je překlad či kalk anglického pojmu barefooting.

## Zdravotní důsledky
Ochrana nohy, sociální podmínky a móda přinesly chůzi v botách. Nošení bot je výlučně lidskou charakteristikou, s výjimkou např. kování koní.
Chůze bosky má svá rizika i přínosy.
Obuv chrání před zraněními, odřeninami, škrábnutími a píchnutími různých předmětů (sklo, kameny, trní a další). Chrání před zraněními od jedovatých rostlin a zvířat i parazity, kteří mohou proniknout do případných ran. U bosé nohy hrozí také dermatofytóza tam, kde může růst plíseň (lázně, veřejné sprchy), pokud je nedesinfikovaná noha uzavřena v nedesinfikované obuvi.
V chladném počasí má obuv funkci tepelné ochrany a za mrazů chrání před omrzlinami. Další problémy, které může způsobit chůze bosky, jsou dočasné bolesti ve svalech, achillovy šlachy. I puchýře se mohou objevit v prvních týdnech chůze bosky, než kůže zesílí, pokud člověk nedodrží zásadu postupného přivykání. U osob s diabetem může být bosá chůze vzhledem k náchylnosti poranění velmi riskantní.
- Studie z roku 2006 zjistila, že boty mohou zvyšovat tlak na kotníky a kolena a že dospělí s osteoartritidou mohou mít z chůze bosky prospěch.[3]
- Studie z roku 2007 s názvem, „Shod Versus Unshod: The Emergence of Forefoot Pathology in Modern Humans?“, publikovaná v podiatrickém časopise The Foot, zkoumala 180 moderních lidí a srovnala jejich chodidlo s 2000. starších chodidel. Závěr zněl, že před tím, než se objevily boty, lidé měli zdravější nohy.[4]
- Studie z roku 1991 zjistila, že děti, které nosí boty, byly třikrát náchylnější k ploché noze, než ty, které boty nenosily. Lidé, kteří chodí běžně bosky, mají silnější chodidlo s lepší pohyblivostí. Mají méně deformit jako plochá noha, vbočený palec a méně si stěžují na bolesti.[5][6]

## Sport
Některé sporty jsou provozovány převážně bosky, jiné mohou být bosky i v obuvi: plavání, vodní pólo, bojová umění, gymnastika, jóga, plážový volejbal, vodní lyžování, surfování, ale i pěší turistika.
Běh bosky je převážně rekreační, ze špičkových běžců je připomínán Abebe Bikila a Zola Budd.
Také český běžec René Kujan trénuje běh bos.

## Turistika v přírodě
V USA i některých zemích Evropy (včetně ČR) jsou skupiny, které organizují a provozují bosou turistiku. V Česku tuto aktivitu zpopularizoval David Mrhač a Igor Slouka ze spolku Bosá turistika. V německy mluvících zemích jsou oblíbené Barfuss Parky nebo Barfußpfad, které nabízejí návštěvníkům možnost bosé chůze za relaxačním účelem. V České republice vznikla taková stezka u Valtic.

## Stezky pro bosé nohy
Stezka pro bosé nohy, neboli také bosonohá stezka, je speciální hmatový chodník, určený k chůzi naboso. Návštěvníci bosých stezek mají možnost si na relativně bezpečném terénu vyzkoušet bosou chůzi po různých druzích zpravidla přírodních povrchů, jakými jsou například šišky, jehličí, písek, sláma, štěrk, oblázky další a přesvědčit se tak, že bosá chůze může být zdravou a příjemnou formou rekreačního vyžití.
Zatímco v USA a západní Evropě mají bosé stezky dlouholetou tradici, v České republice začaly vznikat až okolo roku 2012 a jejich boom začal až v letech 2014 a 2015. V současné době je podle statistiky spolku Bosá turistika v České republice evidovaných 14 bosých stezek a mezi jejich provozovatele patří rovněž školská zařízení a léčebny.

### Přehled evidovaných bosých stezek v České republice
- Zážitkový park Zeměráj u Kovářova.
- Naučná Stezka Grůň ve Starých Hamrech.
- Kneipovací chodníky V Nových Hradech. (30 km od Č. Budějovic, v Terezině údolí.)
- Stezka bosou nohou v rakouském Schrattenbergu, cca 10 km od Břeclavi do Valtic a dlouhou 5 km.
- Bosá stezka v Jedlém Parku v Brně Líšni, vybudovaná spolkem „BEZ BOT“.
- Zážitkový chodník u Bezručova pramene.
- Hmatový chodníček ve Štěpánčině parku v Prachaticích.
- Mýdlárna Rubens v Českém Švýcarsku.
- Environmentální návštěvnické, informační a vzdělávací centrum. (Natura park.)
- Bosá stezka U tří pramenů v Plzni.
- Bosá stezka v Kostelci u Kyjova.
- Stezka bosou nohou ve Fajnparku.
- Volnočasový EkoPark Liberec.
- Mlynářská masážní stezka v Bukovanech.
- Kančí stezka s bosonohou cestou v Říčanském lese.
- Hmatová stezka Měšice.
- Bosý chodník v Kittelově muzeu na Krásné.
- Bosá stezka v Kolíně.
- Bosý chodník v Beskydech.
- Bosý chodníček na naučné stezce Beskydské nebe.
- Bosá stezka v parku Maxe van der Stoela na Praze 6.
- Bosonohá stezka v brněnských Bosonohách.
- Zahrada 6 smyslů u hotelu Augustinianský dům.

### Bosé stezky ve školách a školkách
- Mateřská škola Milánská – škola hrou, Praha – Petrovice.
- Brno, Střední škola F. D. Roosevelta pro tělesně postižené.
- Mateřská školka Havlíčkova v Opavě.

### Bosé stezky v léčebných zařízeních
- Sanatorium EDEL.

### Technické parametry bosé stezky
Základním předpokladem pro bosou stezku je, aby byla příjemná chodidlům. Chůze po bosé stezce by měla být příjemným zážitkem, a proto je třeba volit takové materiály povrchů, po kterých bude bosá chůze přirozená. Délka jednotlivých polí se zpravidla pohybuje kolem 2 až 4 m. Bosá stezka může obsahovat i pole s k chodidlům méně příjemnými povrchy, avšak délka těchto polí by měla být krátká (postačí okolo 1 metru). Poměr příjemných a nepříjemných povrchů by měl být 75 % příjemných povrchů : 25 % nepříjemných povrchů z celkové délky stezky. Jako podklad pod povrch se zpravidla dává vodopropustná mulčovací fólie nebo geotextilie, která zamezuje prorůstání plevele.

## Alternativa
Alternativou pro chození bosky je nosit takzvané bosé boty, které kombinují ochrannou a společenskou funkci s výhodami bosé chůze. Tyto boty jsou bez zvýšené paty a špičky, bez podpory klenby, naopak mají široký prostor pro prsty, tenkou ohebnou podrážku a nízkou hmotnost. Říká se jim také barefoot boty.
Barefoot bota z definice nedělá nic. Jdou tak proti trendům, ve kterých se předhánějí výrobci bot. Jejich boty mají více tlumit, více pružit, více držet kotník atd. Konstrukce barefoot bot vychází z toho, že naše tělo je pro chůzi dokonale uzpůsobené a měli bychom mu klást co nejmenší překážky. Bosé boty mají:
- chránit nohu před nečistotami a nebezpečím,
- hezky vypadat a být módním doplňkem,
- dávat maximální svobodu chodidlům a být ohebné tak, jak je pro chodila přirozené.

## Náboženské aspekty
- V Exodu se Mojžíš musel zout, než mohl přistoupit k hořícímu keři.
- Muslimové se modlí bosí.
- Některé křesťanské církve mají tradici bosé pouti – například výstup na Irskou horu Croagh Patrick.
- V některých náboženstvích se boty vyzouvají před vstupem do svatyně.
- Některé římskokatolické mnišské řády, například Řád bosých karmelitánů, vyžadovaly chodit bosky nebo jen v sandálech.

## Umění, zábava
- Mnoho umělců vystupuje bosky, například Sandie Shaw, Björk, Cyndi Lauper, Joss Stone, Shakira, Gwen Stefani, Caro Emerald, Steven Wilson, Nicko McBrain. Zdůvodnění lze nalézt jednak na základě reflexní terapie a alternativní medicíny považují bosé vystupování za způsob, jak být v lepší fyzické a duševní pohodě a získat více energie do hlasu a jednak že bosky se cítí uvolněnější, zklidní se, zmizí tréma a nervozita.[21]
- Cesária Évora je umělkyní, která celý život vystupovala na jevišti bosky.[22][23]

## Bosé nohy nahrazující handicap
- Jessica Cox je pilotkou, která pilotuje letadlo bosýma nohama, protože nemá ruce.[24]
- Barbara Guerraová řídí bosýma nohama a zvládne se starat o dítě.[25]
- Jakub Tomeš v České republice řídí nohama a maluje.[26]
- Peter Longstaff používá bosé nohy k malování.[27]
- Simona Atzori maluje a také bosky tančí.[28]
- Lenka Nora Návorková tancovala ve StarDance v říjnu roku 2023 bosá, protože kvůli poraněnému kotníku nemohla tancovat v botách s vysokými podpatky.[29]

## Právo
Nošení bot je znamením civilizace. V USA bývají nápisy „No Shoes, No Shirt, No Service“ (Bez bot a trička nebudete obslouženi), uvádí se, že je to reakce na módu hippies 60. let,[zdroj?] kdy chůze bosky byla spojována s undergroundem. Mnoho dnešních obchodů, restaurací a jiných veřejných prostor (protiprávně)[zdroj?] nedovoluje lidem vstoupit bosky.
Řízení dopravních prostředků bosky není ve většině zemí zakázáno. Jako protiargument se uvádí, že bosé řízení může zvyšovat nehodovost, protože noha může uklouznout na pedálu, v horku může cítit nepohodu při kontaktu s pedály, chodidlo se může rychleji unavit při dlouhých trasách.

## Známí vyznavači bosé chůze
- Jaroslav Dušek[31]